# Anders Öjebo
Anders Öjebo, född 10 mars 1966 i Göteborg, är en svensk röstskådespelare och sångare.

## Biografi
Han har spelat både Judas i musikalen Jesus Christ Superstar och herr Padda i Det susar i säven, vilka båda visades i Karlstad. Som 25-åring fick han fast anställning på KM Studio i sin hemstad Karlskoga. Han arbetade från början där som ljudtekniker, men fick chansen att göra en mindre roll. Sedan början av 1990-talet har han gjort den svenska rösten till Musse Pigg. Han har även lånat ut sin röst till flera Disney-produktioner som Timothy Mus i Dumbo, Peter Pan i Peter Pan, Drake Mallard/Darkwing Duck i Darkwing Duck, Pongo i Pongo och de 101 dalmatinerna, Banzai i Lejonkungen, Jago i Aladdin, Vildkatt i Luftens hjältar och PJ i Långbens galna gäng.
Som ung var Öjebo med i det mindre dansbandet Scandinavians och har sjungit ett stort antal vinjetter i Disneyserier som "Duck Tales", "Darkwing Duck", "Luftens hjältar", "Långbens galna gäng", "Quack Pack" och "Timon och Pumbaa". Likaså sjöng Öjebo vinjetten till Disneydags/Disneyklubben, 1991. Han sjöng in ledmotiven till KM Studios dubbningar av Nya äventyr med Nalle Puh och även flera säsonger av den svenska dubbningen av Pokémon-animen.
När Peter Rangmar, Timon i Lejonkungen, avled 1997 var det Öjebo som fick spela Timon i Lejonkungen II – Simbas skatt,och i den tecknade serien Timon och Pumbaa. I Lejonkungen 3 – Hakuna Matata var det dock Per Fritzell som spelade Timon. Öjebo hördes under en tid på Disney Channel.
Han sjunger även den svenska titelsången till Fåret Shaun.

## Filmografi
| År          | Titel                                                         | Roll                                                                          | Notering                                          |
| ----------- | ------------------------------------------------------------- | ----------------------------------------------------------------------------- | ------------------------------------------------- |
| 2023 (2022) | Monster High: Filmen                                          | Apollo Wolf                                                                   | Röst                                              |
| 2023        | Ruby – Havsmonstret                                           | Gordon Lighthouse                                                             | Röst                                              |
| 2022        | Folk och rövare i Kamomilla stad                              | Överkonstapel Bastian                                                         | Röst                                              |
| 2022        | Natt på museet: Kahmunrahs återkomst                          | Ronnie                                                                        | Röst                                              |
| 2022 –      | The Cuphead Show!                                             | Djävulen                                                                      | Röst                                              |
| 2019 – 2022 | Amphibia                                                      | Hop Pop                                                                       | Röst                                              |
| 2019 -      | Chip och Potatis                                              | Henry Hyena och Hr. Grävert                                                   | Röst                                              |
| 2017        | Coco                                                          | Ernesto de la Cruz                                                            | Röst                                              |
| 2016 – 2019 | Lejonvakten                                                   | Timon                                                                         | Röst                                              |
| 2016        | Kung Fu Panda 3                                               | Mästare Krokodilen och Sum                                                    | Röst                                              |
| 2016 – 2020 | Huset fullt – igen (Fuller House)                             | Joseph "Joey" Gladstone                                                       | Röst                                              |
| 2015        | Ronja Rövardotter                                             | Tjegge                                                                        | Röst                                              |
| 2014        | Pingvinerna från Madagaskar                                   | Basse                                                                         | Röst                                              |
| 2012        | Madagaskar 3                                                  | Basse                                                                         | Röst                                              |
| 2011 – 2015 | Pingvinerna från Madagaskar                                   | Basse och Bing                                                                | Röst                                              |
| 2011        | Ratchet och Clank all4one                                     | Dr. Nefarious                                                                 | Röst                                              |
| 2010        | Shrek - Nu och för alltid                                     | Peppris                                                                       | Röst                                              |
| 2010        | The Avengers: världens mäktigaste hjältar                     | Tony Stark/Iron Man                                                           | Röst                                              |
| 2010        | Fantasia                                                      | Musse Pigg                                                                    | Röst i omdubb                                     |
| 2009        | Bionicle: Legenden återuppstår                                | Strakk                                                                        | Röst                                              |
| 2008        | Flapjack                                                      | Kapten Knoge                                                                  | Röst samt temasång                                |
| 2008        | Madagaskar 2                                                  | Basse                                                                         | Röst                                              |
| 2008        | Den lilla sjöjungfrun - Sagan om Ariel                        | Sebastian                                                                     | Röst                                              |
| 2008        | Pokémon: Diamond and Pearl                                    | Roark                                                                         | Röst samt temasång                                |
| 2007        | Ha en Shrektigt god jul                                       | Peppris                                                                       | Röst                                              |
| 2007        | Gustaf livs levande                                           | Eli och Charles                                                               | Röst                                              |
| 2007        | The Simpsons: Filmen                                          | Mr. Burns och Schwarzenegger samt övriga röster                               | Röst                                              |
| 2007        | Shrek den tredje                                              | Peppris                                                                       | Röst                                              |
| 2007        | Fåret Shaun                                                   |                                                                               | Temasång                                          |
| 2006        | Musses klubbhus                                               | Musse Pigg                                                                    | Röst                                              |
| 2005        | Madagaskar                                                    | Basse                                                                         | Röst                                              |
| 2004        | Musse, Kalle och Långben: De tre musketörerna                 | Musse Pigg                                                                    | Röst                                              |
| 2004        | Musses jul i Ankeborg                                         | Musse Pigg                                                                    | Röst                                              |
| 2004        | Shrek 2                                                       | Peppris                                                                       | Röst                                              |
| 2004        | Lejonkungen 3 – Hakuna Matata                                 | Banzai                                                                        | Röst                                              |
| 2003        | Hitta Nemo                                                    | Jacques                                                                       | Röst                                              |
| 2003        | Teenage Mutant Ninja Turtles                                  | Casey Jones                                                                   | Röst                                              |
| 2002        | Ozzy & Drix                                                   | Ozzy                                                                          | Röst samt temasång                                |
| 2001        | Cubix                                                         | Dr. K                                                                         | Röst samt temasång                                |
| 2001        | Shrek                                                         | Peppris                                                                       | Röst                                              |
| 2001        | Grymma sagor med Billy & Mandy                                | Billy                                                                         | Röst                                              |
| 2001        | Atlantis – En försvunnen värld                                | "Mullvaden"                                                                   | Röst                                              |
| 2000        | Pettson och Findus – Kattonauten                              | lång jägare                                                                   | Röst                                              |
| 2000        | Den lilla sjöjungfrun II – Havets hemlighet                   | Sebastian                                                                     | Röst                                              |
| 1999        | Dougs första film                                             | Doug                                                                          | Röst                                              |
| 1999        | Musse Pigg och hans vänner firar jul                          | Musse Pigg                                                                    | Röst                                              |
| 1999        | Mupparna i rymden                                             | Kermit, Miss Piggy, Sam och Robin                                             | Röst                                              |
| 1998        | Lejonkungen II – Simbas skatt                                 | Timon                                                                         | Röst                                              |
| 1997        | Oliver & gänget                                               | Tito                                                                          | Röst i omdubb                                     |
| 1997        | Dumbo                                                         | Timothy Mus                                                                   | Röst i omdubb                                     |
| 1996        | Doug                                                          | Doug                                                                          | Röst                                              |
| 1996        | Den otroliga vandringen 2 - På rymmen i San Francisco         |                                                                               | Röst                                              |
| 1996        | Aladdin och rövarnas konung                                   | Jago                                                                          | Röst                                              |
| 1996        | Quack Pack                                                    | Kent Korre                                                                    | Röst samt temasång                                |
| 1995        | Pongo och de 101 dalmatinerna                                 | Pongo                                                                         | Röst i omdubb                                     |
| 1995        | Timon och Pumbaa                                              | Timon                                                                         | Röst samt temasång                                |
| 1994 – 1995 | Aladdin                                                       | Jago                                                                          | Röst samt temasång                                |
| 1994        | Jafars återkomst                                              | Jago                                                                          | Röst samt intro                                   |
| 1994        | Lejonkungen                                                   | Banzai                                                                        | Röst                                              |
| 1992 – 1994 | Den lilla sjöjungfrun                                         | Sebastian                                                                     | Röst                                              |
| 1992        | Mupparnas julsaga                                             | Kermit, Miss Piggy och Sam                                                    | Röst                                              |
| 1992        | Aladdin                                                       | Jago                                                                          | Röst                                              |
| 1992        | Peter Pan                                                     |                                                                               | Röst i omdubb                                     |
| 1992        | Porco Rosso                                                   |                                                                               | Röst                                              |
| 1992        | Långbens galna gäng                                           | PJ                                                                            | Röst samt temasång                                |
| 1991        | Skönheten och odjuret                                         |                                                                               | Övriga röster                                     |
| 1991        | Darkwing Duck                                                 | Drake Mallard/Darkwing Duck                                                   | Röst samt temasång                                |
| 1991 –1996  | Disneydags                                                    |                                                                               | Temasång                                          |
| 1990 – 1991 | Nya äventyr med Nalle Puh                                     |                                                                               | Övriga röster i KM studios dubbning samt temasång |
| 1990        | Luftens hjältar                                               | Vildkatt                                                                      | Röst samt temasång                                |
| 1990        | Farbror Joakim och Knattarna i jakten på den försvunna lampan | Dijon                                                                         | Röst                                              |
| 1990        | Bumbibjörnarna                                                |                                                                               | Övriga röster i senare avsnitt                    |
| 1989        | Piff och Puff – Räddningspatrullen                            | Vårtan                                                                        | Röst i KM Studios dubbning                        |
| 1987        | Ducktales                                                     | Baggy (1989–1990), Bubba Anka (1988–1990) och Dufus (videofilmen Vattenankor) | Röst samt temasång                                |
| 1987        | Krambjörnarna i Underlandet                                   | Ömhetsnalle, Butternalle och Dim & Dum                                        | Röst i omdubbning                                 |
| 1986        | Krambjörnarna (Nelvana)                                       | Ömhetsnalle, Butternalle och Klantis                                          | Röst i KM Studios dubbning                        |

## Teater

### Roller (ej komplett)
| År   | Roll           | Produktion                                                    | Regi             | Teater        |
| ---- | -------------- | ------------------------------------------------------------- | ---------------- | ------------- |
| 2005 |                | Skönheten och odjuret Alan Menken, Howard Ashman och Tim Rice | Hans Berndtsson  | Göta Lejon    |
| 2010 | Farbror Julius | Karlsson på taket smyger igen Astrid Lindgren                 | Staffan Götestam | Oscarsteatern |